# Margit Carstensen
Margit Carstensen (Kiel, 29 februari 1940 – Heide, 1 juni 2023) was een Duitse actrice. 
Zij was een belangrijke diva en muze van Rainer Werner Fassbinder, net zoals de internationaal meer bekende Hanna Schygulla.

## Leven en werk

### Opleiding en eerste stappen in de toneelwereld
In 1958, na haar middelbaar onderwijs, volgde ze een toneelopleiding aan de Hochschule für Musik und Theater in Hamburg. Ze deed haar eerste ervaringen op de bühne op in enkele naburige steden, eerst in Kleef, vervolgens in Münster en Braunschweig. Na een verbintenis van vier jaar aan het Deutsches Schauspielhaus in Hamburg kwam ze in 1969 terecht in de theaterwereld van Bremen.

### Ontmoeting met Fassbinder
In Bremen leerde ze Rainer Werner Fassbinder kennen die zich algauw ontpopte tot de talentrijkste en productiefste vertegenwoordiger van de Neuer Deutscher Film. Onder zijn regie speelde ze onder meer in Goldoni's Das Kaffeehaus, in zijn eigen Bremer Freiheit en in de Ibsen-adaptatie Nora Helmer die wat later alle drie door hem verfilmd werden.  
In de jaren zeventig had Carstensen haar bekendheid op het witte doek bijna uitsluitend te danken aan Fassbinder die in die tijd onophoudelijk filmde, zowel voor bioscoop als televisie. Fassbinder deed 15 keer een beroep op haar talent in amper 10 jaar tijd. Een indrukwekkende reeks krachtige vrouwenportretten waren daarvan het gevolg: 
- de lesbische modeontwerpster in Die bitteren Tränen der Petra von Kant (1972),
- de 19e-eeuwse seriemoordenares Gesche Gottfried in Bremer Freiheit (1972),
- Nora Helmer, de titelrol van de zich uit een bourgeoishuwelijk loswrikkende vrouw in het op Ibsens toneelstuk Een poppenhuis geënte emancipatiedrama Nora Helmer (1974),
- de jonge vrouw die getrouwd blijkt te zijn met een perverse en possessieve sadist in Martha (1974),
- de jonge moeder die eenzaam wegzinkt in een depressie en de daarmee gepaard gaande angst in Angst vor der Angst (1975),
- de naïeve aanbidster van een megalomane dichter zonder succes die zich Stefan George waant en haar spaargeld plundert in Satansbraten (1976),
- de hypocriete overspelige vrouw in het beklemmende 'Kammerspiel'-psychodrama Chinesisches Roulette (1976), waarin zij en haar echtgenoot toevallig op hetzelfde tijdstip met hun geliefdes terechtkomen in hun vakantiehuis,
- de RAF-terroriste die haar man, een bankdirecteur, bij een bankoverval neerschiet in de misdaadkomedie Die dritte Generation (1979).

In die drukke periode werd Carstensen een zeldzame keer door een andere cineast geregisseerd: door filmcomponist Peer Raben en door acteur Ulli Lommel, beiden leden van de clan Fassbinder. Voor Lommel belichaamde ze Marlene Dietrich in het historisch drama Adolf und Marlene waarin een hartstochtelijk verliefde Hitler Dietrich probeert te strikken als zijn minnares. 

### Latere filmcarrière
In de jaren tachtig acteerde Carstensen in enkele vermeldenswaardige films: in de dramatische horrorfilm Possession (Andrzej Żuławski, 1981), in het blasfemische Liebeskonzil (Werner Schroeter, 1982), de verfilming van de satirisch-groteske en provocerende tragikomedie van Oskar Panizza en in het Tweede Wereldoorlogsdrama Bittere Ernte (Agnieszka Holland, 1985).
Ze was ook te zien in tweeluiken van de Duitslandtrilogie van de controversiële regisseur Christoph Schlingensief : Magda Goebbels in 100 Jahre Adolf Hitler – Die letzte Stunde im Führerbunker (1989) en politieassistente in Terror 2000 – Intensivstation Deutschland (1994).
Voor toneel- en filmregisseur Leander Haussmann speelde ze in Sonnenallee (1999) en in John Gabriel Borkman (2000). De coming of age-komedie Sonnenallee speelde zich af in het communistische Oost-Berlijn van de late jaren zeventig en toonde het leven in de Sonnenallee, een straat gelegen dicht bij een van de weinige grensovergangen. De film genoot veel bijval en werd meermaals bekroond, onder meer met de Deutscher Filmpreis (voor beste film en beste art direction) en met de Duitse filmprijzen Jupiter (voor beste Duitse film) en Bogey Award.
In Tatort: Wofür es sich zu leben lohnt (2016), een aflevering uit de krimireeks Tatort, maakte ze haar recentste verschijning op het scherm. Zij, Hanna Schygulla en Irm Hermann, twee andere Fassbindercoryfeeën uit de jaren zeventig, kwamen uit de hoek als wraakengelen.

### Toneelcarrière
Na haar periode in Bremen was Carstensen verbonden aan heel wat theatergezelschappen. In die tijd bleef ook Fassbinder Carstensen regisseren, onder meer in Ibsens Hedda Gabler, in Strindbergs Fräulein Julie en in Frauen in New York (wat later verfilmd door hem) van Clare Boothe Luce. Na een vierjarig verblijf in Darmstadt (1973-1976) en dan weer terug in Hamburg trok Carstensen in 1977 naar West-Berlijn om zich aan te sluiten bij de Staatlichen Schauspielbühnen (1977-1982). Tussen 1982 en 1995 werkte ze onder regie van Hansgünther Heyme aan het Württembergischen Staatstheater in Stuttgart. Daarna volgde ze Leander Haussmann, met wie ze onder meer al twee films gedraaid had, naar het Schauspielhaus in Bochum (1995-2006). Ook in de jaren 2000 bleef ze lange tijd samenwerken met Haussmann. Tussendoor nam ze dikwijls gastrollen aan, inzonderheid trad ze meerdere keren op voor de Münchner Kammerspiele. Ze maakte ook deel uit van de cast die in 2003/2004 onder de regie van Schlingensief in het Weense Burgtheater de wereldpremière bracht van het stuk Bambiland van Elfriede Jelinek.  
Carstensen overleed in 2023 op 83-jarige leeftijd in een ziekenhuis in Heide, niet ver van de Deense grens.

## Filmografie (ruime selectie)
- 1965 - Liebe ist besser als Krieg - Erotische poëzie en losse liederen uit drie millennia (televisie)

- 1965 - Die Bräute meiner Söhne (televisieserie, 2 afleveringen)

- 1966, 1968 - Vorsicht Falle (televisieserie)

- 1970 - Das Kaffeehaus (Rainer Werner Fassbinder) (televisiefilm)
- 1970 - Die Niklashauser Fart (Rainer Werner Fassbinder) (televisiefilm)
- 1971 - Pioniere in Ingolstadt (Rainer Werner Fassbinder)
- 1971 - Die Ahnfrau - Oratorium nach Franz Grillparzer (Peer Raben) (televisiefilm)
- 1972 - Die bitteren Tränen der Petra von Kant (Rainer Werner Fassbinder)
- 1972 - Bremer Freiheit (Rainer Werner Fassbinder en Dietrich Lohmann) (televisiefilm)
- 1973 - Die Zärtlichkeit der Wölfe (Ulli Lommel)
- 1973 - Welt am Draht (Rainer Werner Fassbinder) (tweedelige televisiefilm)
- 1974 - Nora Helmer (Rainer Werner Fassbinder) (televisiefilm)
- 1974 - Martha (Rainer Werner Fassbinder) (televisiefilm)
- 1975 - Mutter Küsters' Fahrt zum Himmel (Rainer Werner Fassbinder)
- 1975 - Angst vor der Angst (Rainer Werner Fassbinder) (televisiefilm)
- 1976 - Satansbraten (Rainer Werner Fassbinder)
- 1976 - Chinesisches Roulette (Rainer Werner Fassbinder)
- 1977 - Adolf und Marlene (Ulli Lommel)
- 1977 - Frauen in New York (Rainer Werner Fassbinder) (televisiefilm)
- 1978 - Spiel der Verlierer (Christian Hohoff)
- 1979 - Die dritte Generation (Rainer Werner Fassbinder)
- 1980 - Berlin Alexanderplatz (Rainer Werner Fassbinder) (veertiendelige televisieserie)
- 1981 - Kalte Heimat (televisie)
- 1981 - Possession (Andrzej Żuławski)
- 1982 - Liebeskonzil (Werner Schroeter)
- 1983 - Die wilden Fünfziger
- 1985 - Bittere Ernte (Agnieszka Holland)
- 1989 - Untergrund (televisie)
- 1989 - 100 Jahre Adolf Hitler – Die letzte Stunde im Führerbunker (Christoph Schlingensief)
- 1991 - Derrick - Wer bist du, Vater? (televisieserie)
- 1994 - Terror 2000 – Intensivstation Deutschland (Christoph Schlingensief)
- 1997 - Anwalt Abel - Das schmutzige Dutzend (televisieserie)
- 1997 - Die 120 Tage von Bottrop (Christoph Schlingensief)
- 1997 - Gesches Gift
- 1998 - Feuerreiter (Nina Grosse)
- 1999 - Sonnenallee (Leander Haussmann)
- 2000 - John Gabriel Borkman (Leander Haussmann) (televisiefilm)
- 2000 - Manila
- 2002 - Der Narr und seine Frau heute Abend in Pancomedia (Matthias Hartmann) (televisiefilm)
- 2002 - Scherbentanz (Chris Kraus)
- 2004 - Agnes und seine Brüder
- 2005 - Der Hauptmann von Köpenick (Matthias Hartmann) (televisiefilm)
- 2007 - It Is Fine. Everything Is Fine! (Crispin Glover en David Brothers)
- 2007 - Hände weg von Mississippi
- 2013 - Finsterworld (Frauke Finsterwalder)
- 2016 - Tatort: Wofür es sich zu leben lohnt (Aelrun Goette) (televisiefilm)

## Prijzen
- 1972: Die bitteren Tränen der Petra von Kant : Deutscher Filmpreis voor beste vrouwelijke hoofdrol
- 2002: Scherbentanz : Bayerischer Filmpreis voor beste bijrol

- Bibsys: 98063314
- Biblioteca Nacional de España: XX1708765
- Bibliothèque nationale de France: cb14162166t (data)
- CiNii: DA19278884
- Gemeinsame Normdatei: 189547340
- International Standard Name Identifier: 0000 0001 2030 2346
- Library of Congress Control Number: no97041446
- Nationale Bibliotheek van Tsjechië: pna2011646522
- Nationale Bibliotheek van Israël: 987007318020105171
- Nederlandse Thesaurus van Auteursnamen: 168214644
- Système universitaire de documentation: 088692841
- Virtual International Authority File: 88319751
- WorldCat: E39PBJg4jvt868c6JKxmkkM9Dq